# توماسو کانسلونی
توماسو کانسلونی (انگلیسی: Tommaso Cancelloni؛ زادهٔ ۵ مارس ۱۹۹۲) بازیکن فوتبال اهل ایتالیا است.
از باشگاه‌هایی که در آن بازی کرده‌است می‌توان به باشگاه فوتبال پروجا و باشگاه فوتبال پارما اشاره کرد.